# ネイザン・イースト (アルバム)
『ネイザン・イースト』（Nathan East）は、アメリカ合衆国のベーシスト、ネイザン・イーストが2014年に発表した、ソロ名義では初のスタジオ・アルバム。日本で先行発売された。一部の曲では、イースト自身がリード・ボーカルも兼任している。

## 背景
「サー・デューク」と「オーヴァージョイド」はスティーヴィー・ワンダーのカヴァーで、後者ではワンダーがハーモニカで本人参加した。また、ツアーやレコーディングで度々イーストを起用してきたエリック・クラプトンが、「キャント・ファインド・マイ・ウェイ・ホーム」（かつてクラプトンが所属していたブラインド・フェイスのカヴァー）にゲスト参加しており、イーストは本作のリリース直前の2014年2月、クラプトンの日本ツアーに帯同した。ビートルズのカヴァー「イエスタデイ」は、イーストの息子ノアとのデュオ編成で演奏された。
弟のマルセルと共作した「101イーストバウンド」は、イーストの所属バンド、フォープレイのアルバムで発表した曲のリメイクである。マイケル・トンプソンと共作したオリジナル曲「ダフト・ファンク」は、ダフト・パンクの大ヒット曲「ゲット・ラッキー」（イーストもレコーディングに参加した）に近いフィーリングを目指して作られた。また、「マディーバ」はネルソン・マンデラに捧げられた曲である。
「ファイナリー・ホーム」は、小田和正が本作のために書き下ろした新曲に、英語詞をつけたものである。なお、イーストは2014年11月11日の日本公演で、小田をゲストに迎えてこの曲を演奏した。
参加メンバーのうちチャック・ローブとボブ・ジェームスは、フォープレイでの盟友である。イーストによれば、旧知のデヴィッド・ペイチを含む何人かのミュージシャンは、予定外の参加だったという。大部分の曲でドラムスを担当したリッキー・ローソンは、本作のリリース前の2013年12月に死去した。

## 反響
母国アメリカでは総合アルバム・チャートのBillboard 200で193位に達し、『ビルボード』のジャズ・アルバム・チャートでは2位、トップ・ヒートシーカーズでは7位、インディペンデント・アルバム・チャートでは41位を記録した。日本では2014年3月31日付のオリコンチャートで49位に達し、10週トップ300入りした。

## 評価
第57回グラミー賞では最優秀コンテンポラリー・インストゥルメンタル・アルバム賞にノミネートされた。
アンディ・ケルマンはオールミュージックにおいて5点満点中3.5点を付け「1970年代後半の若き日におけるセッション・ワークから、モダン・ジャズ・グループのフォープレイと共に制作したアルバムに至るまで、このミュージシャンのキャリアを熱心に追い続けた人々への誠意に満ちている」と評している。また、『CDジャーナル』のガイドコメントでは「ジャズ、ゴスペル、フュージョンなどを絶妙にミクスチャー」と評されている。

## 収録曲
下記トラック・リストは日本盤CDに準拠。アメリカ盤CD (086792327938)は12.と15.を除く13曲入り、ヨーロッパ盤CD (CRE-37892-02)は15.を除く14曲入りである。
1. 101イーストバウンド - "101 Eastbound" (Nathan East, Marcel East) - 5:24
2. サー・デューク - "Sir Duke" (Stevie Wonder) - 4:05
3. レター・フロム・ホーム - "Letter from Home" (Pat Metheny) - 4:02
4. ムーンダンス - "Moondance" (Van Morrison) - 4:20
5. アイ・キャン・レット・ゴー・ナウ - "I Can Let Go Now" (Michael McDonald) - 2:47
6. ダフト・ファンク - "Daft Funk" (N. East, Michael Thompson) - 4:47
7. セヴンネイト - "Sevenate" (Chuck Loeb) - 3:39
8. キャント・ファインド・マイ・ウェイ・ホーム - "Can't Find My Way Home" (Steve Winwood) - 5:32
9. ムードスウィング - "Moodswing" (Bob James) - 5:08
10. オーヴァージョイド - "Overjoyed" (S. Wonder) - 4:26
11. イエスタデイ - "Yesterday" (John Lennon, Paul McCartney) - 3:12
12. ファイナリー・ホーム - "Finally Home" (N. East, Chris Gero, Kazumasa Oda) - 5:14
13. マディーバ - "Madiba" (N. East, C. Gero) - 8:22
14. アメリカ・ザ・ビューティフル - "America the Beautiful" (Samuel A. Ward, Katharine Lee Bates) - 4:39
15. フォー・オン・シックス - "Four on Six" (Wes Montgomery) - 4:59

## 参加ミュージシャン
- ネイザン・イースト - ベース(all songs)、ボーカル(on #1, #2, #3, #7, #8, #11, #12, #13)
- マイケル・マクドナルド - ボーカル(on #4)
- サラ・バレリス - ボーカル(on #5)
- バイロン・チェンバース - トーク・ボックス(on #6)
- カルメン・クエスタ - ボーカル(on #7)
- ジェフ・バブコ - ピアノ(on #1, #3, #5, #6, #7, #8, #13)、キーボード(on #1, #2, #6, #10, #12)、ハモンドオルガン(on #2)、モーグ・シンセサイザー(on #12, #13)
- グレッグ・フィリンゲインズ - キーボード(on #4, #10)
- ティム・カーモン - ハモンドオルガン(on #6, #8, #10, #13)、エレクトリックピアノ(on #13)
- デヴィッド・ペイチ - キーボード(on #8)、エレクトリックピアノ(on #8, #13)、ハモンドオルガン(on #13)
- ボブ・ジェームス - ピアノ(on #9)
- ノア・イースト - ピアノ(on #11)
- ビリー・チャイルズ - ピアノ(on #12, #15)
- マイケル・トンプソン - ギター(on #1, #2, #3, #6, #8, #10, #13)
- レイ・パーカー・ジュニア - ギター(on #1, #2, #6)
- アンドリュー・シノウィック - ギター(on #4)
- チャック・ローブ - ギター(on #7, #15)、アコースティック・ベース(on #12)
- エリック・クラプトン - ギター(on #8)
- クリス・ジェロ - ギター(on #13)
- リッキー・ローソン - ドラムス(on #1, #2, #3, #6, #7, #8, #10, #12, #13, #15)
- ヴィニー・カリウタ - ドラムス(on #4)
- ラファエル・パディラ - パーカッション(on #1, #2, #6, #7, #8, #10, #12, #13)
- パウリーニョ・ダ・コスタ - パーカッション(on #10)
- スティーヴィー・ワンダー - ハーモニカ(on #10)
- トム・スコット - サクソフォーン(on #1, #2, #4, #6)
- ジョエル・ペスキン - サクソフォーン(on #1, #2, #4)
- チャック・フィンドレー - トランペット(on #1, #2, #4)
- アンディ・マーティン - トロンボーン(on #1, #2, #4)
- デヴィッド・エンジェル、デヴィッド・デヴィッドソン - ヴァイオリン(on #9)
- クリスティン・ウィルキンソン - ヴィオラ(on #9)
- サラ・サンタンブロージョ - チェロ(on #9)
- デビー・セルビー - バッキング・ボーカル(on #8, #13)
- ゲイル・メイズ、ジャニス・ゲインズ - バッキング・ボーカル(on #8)
- アンドリュー・トンプソン、アシュリー・ギルバート、カースル・キーナン、ジェイコブ・ハバード、ジェン・ヘルヴェリング、モーリン・マーフィー、メロディ・カークパトリック、リッキー・ブラディ、シェリー・ジャスティス - バッキング・ボーカル(on #13)
- レンデル・ブラック - オーケストラ指揮(on #3, #5, #14)
- ナッシュヴィル・レコーディング・オーケストラ(on #3, #5, #14)